# 托里耶·纳高
托里耶·纳高（挪威語：Torger Nergård，1974年12月12日—），挪威男子冰壶运动员。他曾代表挪威获得2002年冬季奥运会男子冰壶比赛金牌和2010年冬季奥运会男子冰壶比赛银牌。